# معركة لا روشيل
معركة لا روشيل كانت معركة بحرية دارت في 22 و23 يونيو 1372 بين أسطول قشتالي بقيادة الأدميرال القشتالي أمبروزيو بوكانيغرا وأسطول إنجليزي بقيادة جون هاستينغز إيرل بيمبروك الثاني، كان قد تم إرسال الأسطول القشتالي لمهاجمة الإنجليز في لا روشيل، والتي كانت محاصرة من قبل الفرنسيين. إضافةً إلى بوكانيغرا، شملت القيادة القشتالية كلًا من كابيِسا دي فاكا، فرناندو دي بيون، وروي دياث دي روجاس.
كان بيمبروك قد أُرسل إلى المدينة برفقة حاشية صغيرة مكونة من 160 جنديًا، ومبلغ 12,000 جنيه إسترليني، وتعليمات باستخدام المال لتجنيد جيش قوامه 3,000 جندي في منطقة أقطانية لمدة لا تقل عن أربعة أشهر، وتفاوتت تقديرات قوة الأسطول بين 12 سفينة كما وردها المؤرخ القشتالي وقائد البحرية لوبيث دي أيالا، و40 سفينة شراعية، منها ثلاث سفن حربية و13 بارجة كما أوردها المؤرخ الفرنسي جان فرويسار، ويُرجّح أن الأسطول القشتالي تألف من 22 سفينة، معظمها سفن قادس ومجموعة من قرقور بثلاثة أو أربعة صواري تُبحر في المحيطات، أما الأسطول الإنجليزي فغالبًا ما تألف من 32 سفينة و17 بارجة صغيرة بحمولة نحو 50 طنًا.
كان النصر القشتالي كاملًا، إذ تم الاستيلاء على الأسطول الإنجليزي بأكمله أو تدميره، وعند عودته إلى شبه الجزيرة الإيبيرية، استولى بوكانيغرا على أربع سفن إنجليزية أخرى قبالة سواحل بوردو، وقد قوّضت هذه الهزيمة التجارة الإنجليزية البحرية وخطوط الإمداد عبر القنال الإنجليزي، كما هددت ممتلكاتهم في غشكونية.